# Склене
Склене (словац. Sklené) — село, громада округу Турчянське Тепліце, Жилінський край. Кадастрова площа громади — 40,5 км².
Населення 714 осіб (станом на 31 грудня 2018 року).

## Історія
Склене згадується 1360 року.

## Географія
Протікають Козячий потік; Мутник і Гайський потік
.

## Населення
| Рік:            | 1994. | 2004.   | 2014.   | 2024.   |
| --------------- | ----- | ------- | ------- | ------- |
| Кількість осіб: | 874   | 788     | 738     | 666     |
| Різниця:        |       | -9,83 % | -6,34 % | -9,75 % |

| Рік:            | 2023. | 2024.   |
| --------------- | ----- | ------- |
| Кількість осіб: | 674   | 666     |
| Різниця:        |       | -1,18 % |